# Argenteuil
Argenteuil (pronunciado /aʁʒɑ̃tœj/) es una comuna de Francia situada en el departamento de Valle del Oise y de la región de Isla de Francia.

## Geografía
Argenteuil es una ciudad francesa situada a unos 11 km al noroeste de París, en la margen derecha del Sena. Es la comuna más poblada de Val-d'Oise. En 2005 se censaron 100.400 habitantes.

## Historia

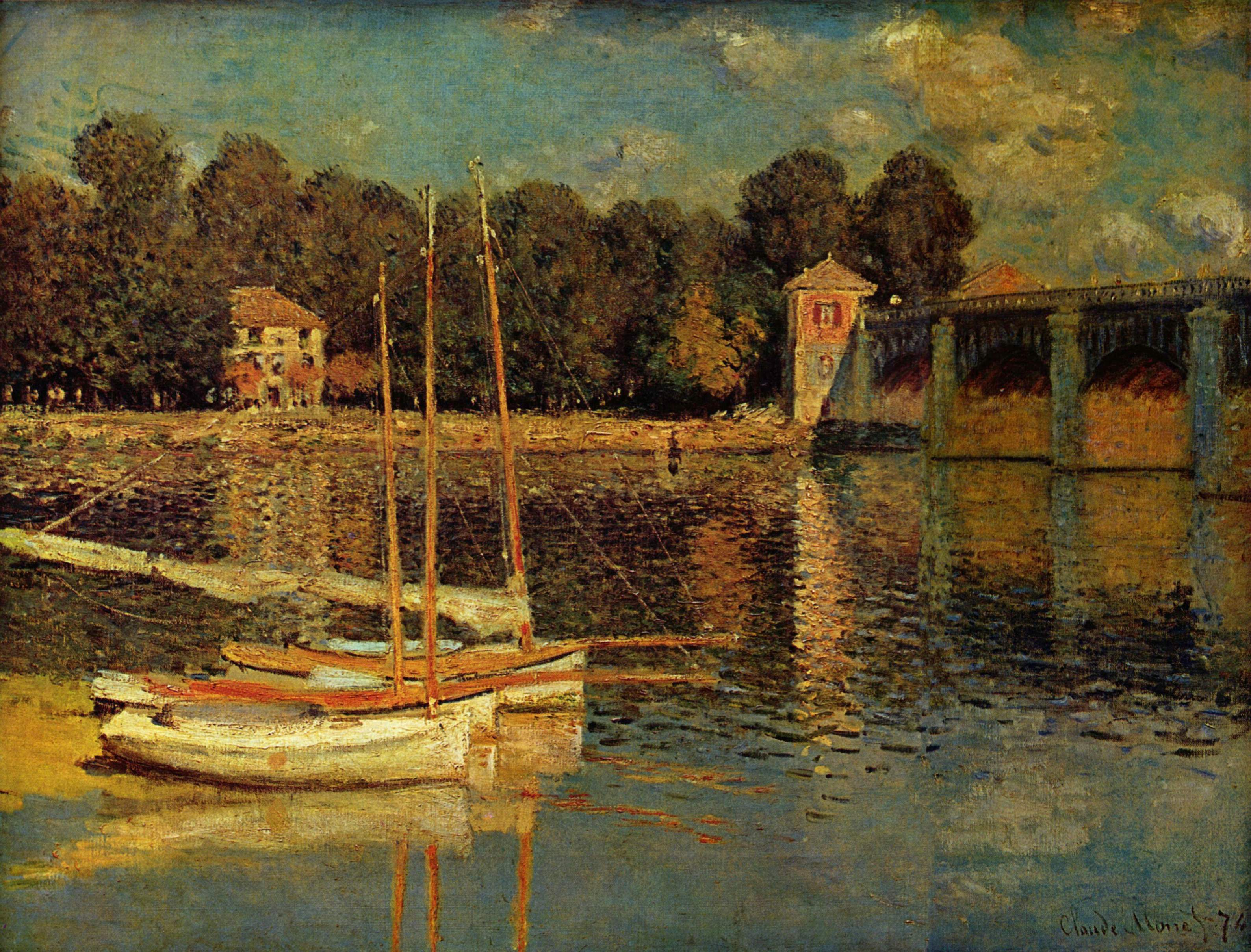
Argenteuil por Claude Monet en su cuadro El puente de Argenteuil (1874)

Argenteuil fue fundado como convento en el siglo VII (véase Pedro Abelardo y el convento de Argenteuil). El monasterio que se levantó a partir del convento fue destruido durante la Revolución Francesa.
Con la llegada del ferrocarril en 1851, Argenteuil se convirtió en destino de fin de semana para los parisinos. Muchos pintores impresionistas lo frecuentaban habitualmente: Sisley, Caillebotte, Renoir o Claude Monet, quien vivió allí de 1871 a 1878, y pintó una serie cuadros, entre ellos El puente de Argenteuil.
Georges Braque (1882-1963), creador básico del cubismo, nació en esta localidad.

## Demografía
| 5 356 | 4 609 | 4 249 | 4 423 | 4 377 | 4 536 | 4 586 | 4 767 | 5 857 | 7 269 | 8 176 | 8 389 | 8 990 | 11 849 | 12 809 | 13 339 | 15 116 | 17 375 | 19 829 | 24 282 | 32 173 | 44 538 | 70 657 | 59 314 | 53 543 | 63 316 | 82 321 | 90 480 | 102 530 | 95 347 | 93 096 | 93 961 | 102 683 | 102 572 |
| Para los censos de 1962 a 1999 la población legal corresponde a la población sin duplicidades (Fuente: INSEE [Consultar]) |       |       |       |       |       |       |       |       |       |       |       |       |        |        |        |        |        |        |        |        |        |        |        |        |        |        |        |         |        |        |        |         |         |